# Ponte di Rignano
Il Ponte di Rignano - noto anche come Ponte di San Clemente o erroneamente come Ponte mediceo di Rignano - è una struttura adibita al traffico pedonale e veicolare: fa parte del percorso della SP18, collegamento di raccordo tra la strada regionale 69 e il capoluogo rignanese.
Il ponte è situato su uno dei più antichi attraversamenti dell'Arno, e caratterizza il percorso della via Cassia romana (Cassia Adriana) rispetto al precedente tracciato etrusco (Cassia Vetus) nel percorso tra Arezzo e Firenze: quest'ultima infatti non attraversava mai l'Arno.
La sua presenza è stata alla base della crescita e allo sviluppo della comunità rignanese nonché, per oltre un secolo, ha permesso alla comunità reggellese di usufruire della stazione di Rignano sull'Arno collocata sul tracciato originario della linea Firenze-Roma tanto che la stessa fermata del treno riporta il nome di Reggello nella sua denominazione ufficiale.

## Caratteristiche tecniche
Il ponte è a due campate ed ha una lunghezza complessiva, fra spalla e spalla, di circa 65 metri. La struttura portante è costituita da due archi che si impostano sulle spalle e su un'unica pila centrale. Gli archi hanno una larghezza di 5 metri e 80 centimetri.
La larghezza del piano viabile, compresi i marciapiedi ed il parapetto, è di 7 metri e 46 centimetri.
Già noto come ponte mediceo di origini medievali, è stato ristrutturato nel XVII secolo in forme rinascimentali.

## Storia

### Le origini
Le origini del ponte vanno trovate tra il 1280 e il 1380 vennero costruiti circa venti ponti nei territori controllati dal comune fiorentino. Infatti, prima testimonianza certa dell'esistenza del ponte a Rignano si trova nella "Cronica" di Giovanni Villani del 1343 seguita da quella di un documento in lingua latina del 1361.

### I primi cedimenti e crolli
Il ponte di Rignano ha avuto da sempre, per la sua particolare collocazione orografica e geografica, una storia molto travagliata caratterizzata da numerosi cedimenti e crolli.

Infatti più volte si è reso necessario l'intervento dell'uomo con opere di pesante manutenzione, nonché di restauri e ricostruzioni totali: la prima documentata fu nel 1422 quando, a seguito ai danni causati dalle piogge e dalle piene del fiume, gli Ufficiali della Torre e dei ribelli della Repubblica fiorentina ne proposero la ricostruzione. Passano tre decenni e la forza dell'Arno, sommata al passaggio delle truppe fiorentine, rese necessari nel 1457 nuovi interventi.  

Il secolo successivo fu quello dell'intervento più significativo e che rese noto il ponte come mediceo: nel 1568 Cosimo I, Granduca di Toscana, a seguito di un'incombente minaccia di crollo dette l'incarico di progettare un intervento di restauro al celebre architetto Bernardo Buontalenti che terminò i lavori due anni dopo. La struttura medievale è quella tuttora in essere che è caratterizzata dalla presenza di due archi molto ampi che sono impostati su di una pigna centrale di pietra forte.
L'intervento non fu però decisivo: dopo pochi anni si presentarono nuovi cedimenti tanto che nel 1611 l'architetto Francesco Anitrini, incaricato dai Magnifici Ufficiali de' Fiumi della città di Firenze, scrisse un rapporto sui restauri necessari che furono realizzati l'anno successivo: l'arcata di San Clemente fu demolita e fu ricostruita con forma rialzata, così il ponte venne ad avere arcate asimmetriche e diseguali. Il tutto non servì a molto, da lì ai decenni a seguire infatti l'arcata della frazione reggellese ebbe ancora molti problemi. Nel 1655 erano evidenti lesioni e fessure sulle sponde, ma i lavori proposti non furono realizzati fino al 1694 quando nuovi interventi furono compiuti per disposizione di Cosimo III. In questa occasione l'arcata di San Clemente fu nuovamente demolita e ricostruita, mentre al contempo venne realizzata la lapide marmorea che, ancora oggi, caratterizza la parte centrale sopra la pigna della costruzione.

### I grandi interventi di consolidamento
Il Granduca Francesco II è invece colui che, nel 1754, ordina un nuovo imponente restauro che nel 1781 ha comunque bisogno di ulteriori lavori di consolidamento. Intanto, con l'aumentare della mobilità, arrivano anche i primi di circolazione: nel 1794 si rese nuovamente necessaria la ricostruzione dell'arcata di San Clemente e per ovviare ai lavori che si protrassero per oltre un anno fu predisposta una barca per l'attraversamento del fiume.
L'Ottocento vide ulteriori sforzi per aumentare la sicurezza della struttura. Nel 1819 sopra le due arcate furono realizzati due archi di rinforzo, ma la situazione degenerò nel 1846 il ponte minacciava nuovamente di crollare tanto che, sette anni dopo, l'ingegnere Antonio Catelani, responsabile tecnico della comunità di Rignano, scrisse nella sua relazione che il ponte non era sicuro e venne decisa la chiusura al transito cosiddetto scarrocciabile. Dopo sei anni di pesanti disagi, nel 1859, per ridurre i danni economici alla popolazione il ponte fu riaperto con delle limitazioni simili alle attuali in quanto fu vietato il transito di mezzi con carico superiore alle millecinquecento libbre.
Nel 1860 si decise di demolire la costruzione che fece registrare il più grave incidente della storia del ponte che crollò, il 30 luglio 1862, durante i lavori uccidendo tre operai: ancora una volta, cedette l'arcata destra tanto da costringere il passaggio tra le due rive per mezzo di un'imbarcazione.
In quell'anno il ponte fu interamente ricostruito, le arcate ebbero forme simmetriche a sesto scemo, mentre venne abbassato ed allargato il piano stradale di due braccia e mezzo, circa un metro e mezzo; la pila centrale fu modificata pur mantenendo, di fondo, la forma delineatasi con Cosimo I.

### Il XX secolo tra le due Guerre Mondiali e l'alluvione del 1966
Questo intervento fu il più proficuo della storia del ponte tanto che per i successivi interventi di manutenzione straordinaria avvennero solo nel 1928, ovviamente sempre sul lato di San Clemente. È la Seconda guerra mondiale, nel 1944, però a distruggere nuovamente la struttura. Come tutti i ponti di Firenze, tranne il Ponte Vecchio, anche il ponte di Rignano fu distrutto dai bombardamenti data la sua posizione strategica che lo vuole a ridosso della ferrovia Firenze-Roma: rimasero intatte solo le spalle e la pila. Le comunità di Rignano e San Clemente rimasero isolate per 3 anni fino a quando nel 1947 si ricostruì il collegamento: nell'occasione gli archi furono ribassati di circa un metro.
L'alluvione del 1966 graziò il fiume: nonostante l'Arno avesse provocato la rottura della sottostante pescaia e il conseguente aumento della velocità della corrente del fiume, furono semplicemente effettuati nuovi interventi di rinforzo.
In corrispondenza dell'aumento del traffico veicolare arrivano i problemi della storia più recente: nel 1981 l'arcata di San Clemente presenta di nuovo lesioni preoccupanti e il ponte viene letteralmente "ingabbiato" per il mantenimento della struttura con notevoli ripercussioni sulla circolazione dei veicoli a motori che per tutti gli anni '80 fu assai limitata a seconda degli interventi: solo nel 1990 le lesioni furono risanate e la struttura consolidata.
Non passano però che sei anni che, in seguito agli accertamenti effettuati, la ditta incaricata di monitorare la struttura concluse che non poteva ritenersi agibile: la Provincia di Firenze predispose prolungati studi che dimostrarono l'archivolto in riva destra presentava ancora dissesti tali da non garantire un sia pur minimo grado di sicurezza. La Provincia pertanto predispose nel 1997 la realizzazione di un ponte militare per il passaggio pedonale, nonché delle auto.
Dato il gravissimo stato del ponte e la possibilità di un collasso strutturale, nel 1998 la Conferenza di servizi presentò il progetto che prevedeva la demolizione dell'arco in riva destra e la ricostruzione con struttura incastrata nella pila centrale e con due appoggi scorrevoli sul lato di San Clemente.

### Dalla grande demolizione a oggi
Nel giugno del 2000 il transito dei veicoli viene interrotto nuovamente separando di fatto l'abitato di Rignano sull'Arno da quello di San Clemente. Per ovviare al problema, e per permettere agli abitanti della frazione reggellese di usufruire della stazione di Rignano, viene costruita una passerella pedonale a fianco dello stesso ponte interrotto.
Il 28 gennaio 2001 inizia, dopo la fase progettuale, quella che viene definita la "grande demolizione del ponte". I tempi per la ricostruzioni sono comunque lunghi per la necessità di consolidare le pigne. La popolazione però, come riporta il quotidiano La Nazione, è "furibonda" a causa dei disagi che deve sopportare per raggiungere in automobile Rignano attraverso Leccio e il ponte di Pian dell'Isola che allunga il percorso a 9 chilometri contro i 100 metri scarsi che separano le due sponde. Nel 2001 terminano i lavori che avrebbero dovuto, nelle intenzioni, "assorbire per 80 anni i movimenti che la sponda di San Clemente fa verso quella di Rignano".
Invece l'ultima chiusura è relativa al 24 giugno 2008 quando un cittadino ha notato che erano saltate le mattonelle della sua terrazza, che si appoggia sul ponte stesso. Da quel momento, i vigili urbani hanno chiuso il transito pedonale e veicolare sul ponte e sono iniziate le verifiche da parte dei tecnici. Il traffico pedonale viene riaperto il mese successivo dopo un'assemblea pubblica con la presenza del Presidente della Provincia dove viene ipotizzata, per la prima volta seppur in maniera ufficiosa, la possibile costruzione di un nuovo ponte tra San Clemente e Rignano sull'Arno. Nel 2010 furono decisi nuovi lavori di ripristino a seguito degli errori progettuali che causarono il cedimento nel giugno 2008.
Dal 24 dicembre 2008 al 30 ottobre 2017 è stato aperto al traffico veicolare leggero a senso unico alternato
.

## Lapide medicea
Nel 1694 assieme ai lavori commissionati da Cosimo III fu realizzata una lapide marmorea che fu collocata sul ponte con la seguente iscrizione:

ARCUS ISTE IAM AB A.D. MDXII

SUB COSMO II REFECTUS

ITERUM SUB COSMO III MAGNIS

ETR. DUC FATHISCENS IN HANC

FORMAM REDUCITUR

A.D. MDCXCVII

L'iscrizione presenta un errore in quanto Cosimo governò dal 1609 al 1621.
Nel 1986 fu restaurata ed ora è conservata nel Palazzo Comunale di Rignano. Un fedele calco della stessa lapide (con l'aggiunta della data 1986) è stato ricollocato sul ponte stesso per essere visibile a tutti i passanti.

## Viabilità e accessibilità
La sua percorribilità al momento rimane limitata, dopo la riapertura del 24 dicembre 2008, ai soli veicoli leggeri come deciso dalla Provincia di Firenze (ora Città metropolitana di Firenze) che ha giurisdizione sul transito. Fa parte della SP 18 Braccio di San Clemente, via di collegamento tra la SR69 e la SP 89 bis del Pian dell'Isola.
Il ponte è uno dei due ponti stradali nel Comune di Rignano lungo il fiume Arno assieme a quello che separa la frazione di Rosano da Pontassieve. Viene talvolta erroneamente conteggiato anche un terzo ponte, quello di Pian dell'Isola che, seppur collegando la zona industriale di Rignano sull'Arno alla strada regionale 69, è a metà tra i territori comunali di Reggello e di Figline e Incisa Valdarno.